# Marian Morawski (oficer)
Marian Morawski (ur. 25 marca 1892 w Pruszkowie, zm. 6 sierpnia 1945) – podpułkownik dyplomowany piechoty Wojska Polskiego.

## Życiorys
Marian Morawski urodził się 25 marca 1892 roku w Pruszkowie, w rodzinie Władysława. Był absolwentem Kijowskiej Szkoły Wojskowej. Podczas I wojny światowej służył w Armii Imperium Rosyjskiego na stanowisku dowódcy kompanii. Od maja 1917 roku działał w Polskiej Organizacji Wojskowej.
W 1918 roku został przyjęty do Wojska Polskiego. Wziął udział w wojnie z bolszewikami, w stopniu kapitana, na stanowisku kierownika Oddziału Personalnego.
3 maja 1922 roku został zweryfikowany w stopniu majora ze starszeństwem z dniem 1 czerwca 1919 roku i 451. lokatą w korpusie oficerów piechoty. W 1923 roku pełnił służbę w Wydziale Osad Żołnierskich w Gabinecie Ministra Spraw Wojskowych, pozostając oficerem nadetatowym 50 pułku piechoty w Kowlu. 5 maja 1924 roku został przydzielony do 50 pp z równoczesnym odkomenderowaniem na trzymiesięczny kurs dla oficerów sztabowych piechoty w Grupie. W tym samym miesiącu został przeniesiony do 24 pułku piechoty w Łucku na stanowisko dowódcy II batalionu. Z dniem 1 listopada 1924 roku został „odkomenderowany na roczny kurs doszkolenia w Wyższej Szkoły Wojennej” w Warszawie. Z dniem 15 października 1925 roku, po ukończeniu kursu i uzyskaniu dyplomu naukowego oficera Sztabu Generalnego, został przydzielony do 27 Dywizji Piechoty w Kowlu na stanowisko szefa sztabu. 31 października 1927 roku został przydzielony do 24 pułku piechoty w Łucku na stanowisko zastępcy dowódcy pułku. 23 stycznia 1929 roku awansował na podpułkownika ze starszeństwem z dniem 1 stycznia 1929 roku i 11. lokatą w korpusie oficerów piechoty. W marcu 1932 roku został przeniesiony z 10 pułku piechoty w Łowiczu na stanowisko kierownika 10 Okręgowego Urzędu Wychowania Fizycznego i Przysposobienia Wojskowego przy Dowództwie Okręgu Korpusu Nr X w Przemyślu. Był członkiem oddziału Polskiego Białego Krzyża w Przemyślu. We wrześniu 1934 roku został przeniesiony do 45 pułku piechoty w Równem na stanowisko zastępcy dowódcy pułku. Od 27 października do 9 grudnia 1935 roku pełnił obowiązki dowódcy tego oddziału. 6 października 1937 roku inspektor armii, generał dywizji Stanisław Burhardt-Bukacki wystawił mu następującą opinię: „oficer o świetnej przeszłości bojowej. Doskonały taktycznie. Obecnie zgnębiony stosunkami rodzinnymi, podporządkowaniem młodszemu dowódcy pułku. Mało precyzyjny w pracy. Na wojnie będzie świetnym dowódcą pułku. Myślę, że mimo wszystko mógłby otrzymać pułk w czasach pokojowych, ponieważ stosunki rodzinne ma już ułożone, a finansowe znacznie się poprawiły”.
W czasie kampanii wrześniowej 1939 roku był kwatermistrzem grupy operacyjnej. 2 października 1939 roku, po agresji ZSRR na Polskę, został aresztowany i osadzony w obozie w Starobielsku. Po 1940 był osadzony w obozie jenieckim NKWD w Griazowcu.
10 października 1940 roku został przewieziony z obozu w Kozielsku do Moskwy i osadzony w specjalnym więzieniu wewnętrznym NKWD na Butyrkach. W trakcie rozmów z wysokimi rangą funkcjonariuszami NKWD zaproponował utworzenie Polskiej Republiki Ludowej jako samodzielnego państwa, a także Polskiego Ludowego Przedstawicielstwa sprawowanego przez Polski Ludowy Społeczny Komitet w Moskwie, utworzony z przedstawicieli środowiska polskich działaczy społecznych i jeńców wojennych. Jego działalność miała być oparta na pisemnej umowie i osobnym statucie zatwierdzonym przez rząd ZSRR. PLSK miał otrzymać pełną możliwość przystąpienia do tworzenia Polskiej Ludowej Armii (samodzielnej armii sojuszniczej) oraz przyznane przez rząd ZSRR wszelkie uprawnienia wynikające z prawa międzynarodowego jako przedstawicielstwa niezależnego państwa.
Na mocy układu Sikorski-Majski z 30 lipca 1941 odzyskał wolność, po czym wstąpił do formowanej Armii Polskiej w ZSRR gen. Władysława Andersa. W grudniu 1941 pełnił służbę na stanowisku dowódcy Ośrodka Zapasowego 5 Dywizji Piechoty. Na obszarze Palestyny trafił do polskiego więzienia wojskowego w forcie na wzgórzu Latrun. Zmarł 6 sierpnia 1945, został pochowany na brytyjskim cmentarzu wojennym Heliopolis w Kairze.
Marian Morawski miał syna, podporucznika Zygmunta Pawła Morawskiego (ur. 15 stycznia 1921 w Pruszkowie, zm. 7 sierpnia 1943 w Ramleh), żołnierza oddziału majora "Hubala" i Armii Polskiej na Wschodzie. Podporucznik Morawski popełnił samobójstwo. Naczelny Wódz, po zaznajomieniu się z wynikami szczegółowych dochodzeń i wysłuchawszy opinii szefa Sądownictwa Wojskowego – „nie znalazł podstaw do wydania zarządzenia, mającego na celu pociągnięcie kogokolwiek do odpowiedzialności karnej lub dyscyplinarnej”.

## Ordery i odznaczenia
- Krzyż Niepodległości (17 marca 1932)[25]
- Krzyż Walecznych (czterokrotnie)[26]
- Złoty Krzyż Zasługi (10 listopada 1928)[27][26]
- Krzyż Zasługi Wojsk Litwy Środkowej[28]